# Mahabharat Lekh

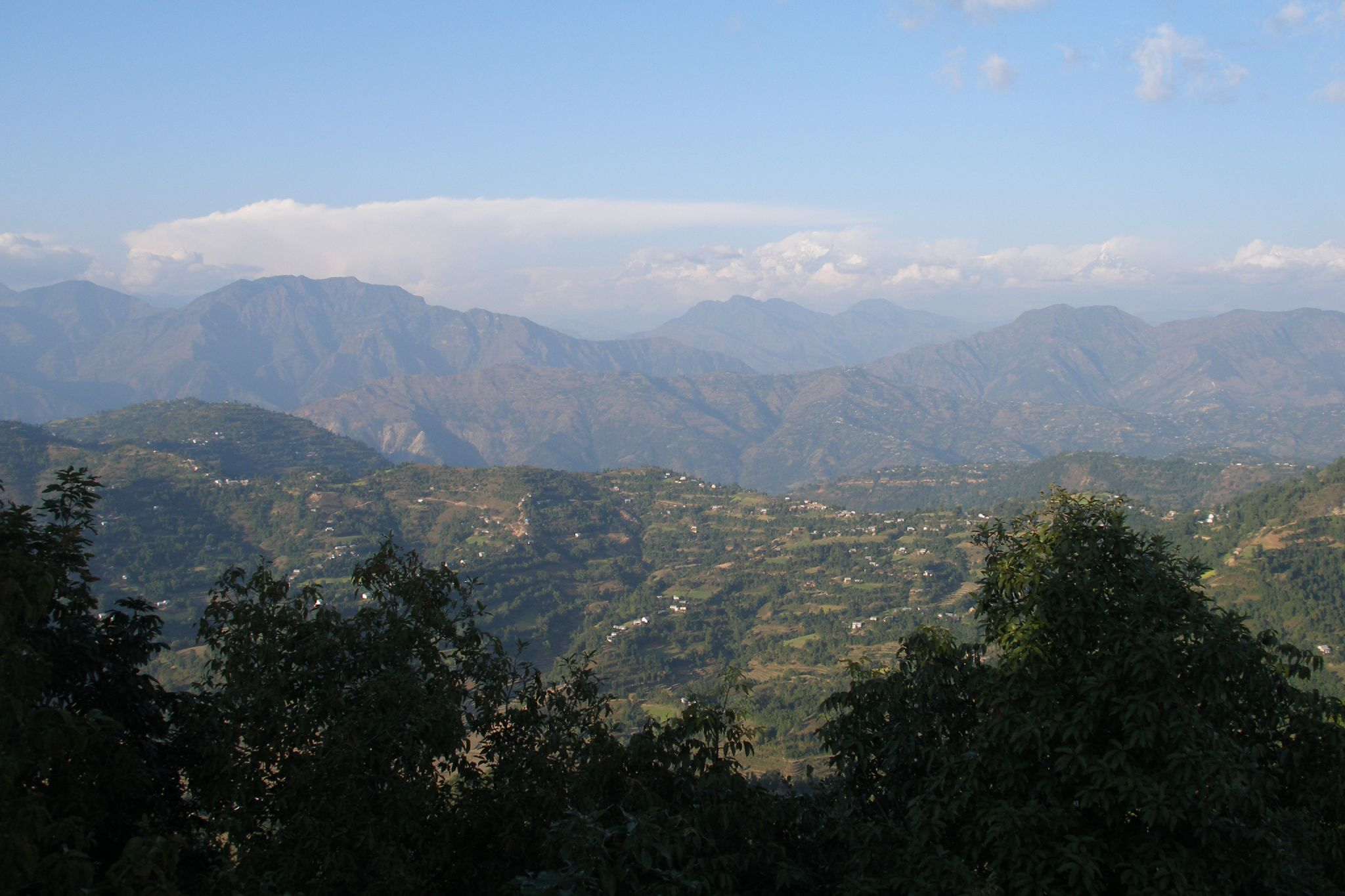
De Mahabharat Lekh in de buurt van Tansen. Op de achtergrond zijn, grotendeels in de wolken, de besneeuwde toppen van de Grote Himalaya te zien.

De Mahabharat Lekh (Nepali: महाभारत श्रृंखला, Mahābhārat Shrinkhalā; Engels: Mahabharat Range) is een gebergte in Nepal, die behoort tot de Kleine Himalaya. De hoogste toppen in de Mahabharat Lekh zijn ongeveer 1.500 tot 2.700 m hoog. De Mahabharat Lekh loopt evenwijdig aan de Grote Himalaya in het noorden en de lagere Churia in het zuiden. Tussen de Grote Himalaya ligt een zone van brede valleien, die de Pahar-zone genoemd wordt.
De zuidelijke hellingen zijn vaak steil en ongeschikt voor bebouwing. De noordelijke hellingen zijn vlakker en vaak in gebruik voor landbouw of veeteelt. De landbouw is extensief van aard en beperkt zich tot gewassen die bestand zijn tegen koude, zoals granen en aardappelen. Vanwege de vaak slecht doorlaatbare bodems vindt in de Mahabharat veel terrasbouw plaats.
De Mahabharat Lekh wordt doorbroken door drie rivieren die naar het zuiden stromen: de Karnali in het westen van Nepal, de Narayani in het midden en de Sapt Kosi in het oosten.

## Natuur
De Mahabharat Lekh heeft tot rond de 1.500 m hoogte een natuurlijke vegetatie van dicht, subtropisch bos. Karakteristieke bomen zijn de kastanje (Castanea sp.), Schima, een lid van de theefamilie en de Himalayaanse dennensoort Pinus roxburghii. Op grotere hoogtes groeit gematigd bos, bestaande uit esdoorns, blauwe himalayadennen (Pinus wallichiana), paardenkastanjes en walnootbomen. Over het algemeen zijn de gebieden in het oosten natter van klimaat en mosrijker dan die in het westen.
Onder de grotere in het wild voorkomende zoogdieren zijn muntjaks, muskusherten en luipaarden. Vanwege de jacht zijn de dieren schuw en komen ze niet vaak in de buurt van menselijke bebouwing.

## Bevolking
De bevolking van de Mahabharat bestaat uit een lappendeken van etnische groepen. Deze groepen vallen uiteen in Indo-Arische talen sprekende, kaukasische volkeren die oorspronkelijk uit de Indus-Gangesvlakte in het zuiden gemigreerd zijn, en Tibeto-Birmaanse talen sprekende, mongoloïde groepen die nauwer verwant zijn aan de volkeren van het oosten van Azië. De Indo-Arische groepen zijn de Pahari, de Khas en de Newah. Sommige van hun voorouders vluchtten vanaf de 12e eeuw naar de bergen, om aan de gewelddadige opkomst van de islam op het Indische Subcontinent te ontkomen. In andere gevallen, zoals bij de Khas in het westen van Nepal, komen ze waarschijnlijk merendeels uit het aansluitende berggebied in Uttarakhand en waren ze al eerder aanwezig.
De belangrijkste Tibeto-Birmaanse groepen zijn de Kiranti, de Magar en de Gurung. De Kiranti leven in het oosten van Nepal en hebben een sjamanistische religie. De belangrijkste twee groepen zijn de Limbu, die het gebied tegen de grens met Sikkim bewonen, en de Rai verder naar het westen.
De Newah leven vooral in en rondom de Kathmanduvallei. Net als de Pahari's is hun geloof een mengsel tussen hindoeïsme en boeddhisme, waarbij hindoeïstische goden, bodhhisatva's en tantrische goden vaak naast elkaar worden aanbeden, of zelfs vereenzelvigd worden. Hetzelfde geldt in mindere mate voor de Magar, die verder naar het oosten, in het gebied ten zuiden van het Dhaulagirimassief wonen. Voor de opkomst van de Gurkha's in de 18e eeuw lagen in dit gebied een aantal onafhankelijke Magar-koninkrijkjes, zoals Palpa, waarvan Tansen de hoofdstad was.
De Gurung wonen ten zuiden van het Annapurnamassief. Net als de Kiranti in het oosten van Nepal hebben ze nog hun oorspronkelijke sjamanistische riten en gebruiken, hoewel deze langzaam verdrongen raken door de opkomst van het hindoeïsme vanuit het zuiden.
De meeste Magar, Pahari, Khas en Newah zijn hindoe en beschouwen zichzelf als chhestris, de kaste van krijgers en heersers in het Nepalese kastensysteem, vergelijkbaar met de Indiase kshattriya.